# أوتو يوليوس كلوتز
أوتو يوليوس كلوتز (بالإنجليزية: Otto Julius Klotz )‏ (و. 1852 – 1923 م) هو عالم فلك، وكاتب يوميات 
توفي عن عمر يناهز 71 عاماً.

## التعليم
تعلم في جامعة ميشيغان